# Maurizio Raise
Maurizio Raise (Grado, 16 giugno 1959) è un ex calciatore italiano, di ruolo centrocampista.

## Carriera
Ha giocato in serie A con la maglia del Lecce, nella prima stagione della squadra nella massima divisione, e Catanzaro, collezionando complessivamente 24 presenze ed una rete (in occasione della sconfitta esterna del Lecce a Udine del 9 marzo 1986).
Ha inoltre disputato 120 incontri con 4 reti all'attivo in Serie B nelle file di Catanzaro, Arezzo e Lecce, conquistando 3 promozioni in massima serie (col Catanzaro nella stagione 1977-1978 e col Lecce nelle stagioni 1984-1985 e 1987-1988).